# Mường Hum
Mường Hum là một xã thuộc huyện Bát Xát, tỉnh Lào Cai, Việt Nam.
Xã Mường Hum có diện tích 26,84 km², dân số năm 1999 là 1.517 người, mật độ dân số đạt 57 người/km². 
Trung tâm Mường Hum là thị trấn du lịch, nơi xuất phát của nhiều cung trek như Lảo Thẩn, Nhìu Cồ San, Ky Quan San, Thác Rồng, Pavi... 
Nằm trong vùng địa hình của huyện Bát Xát, tỉnh Lào Cai, xã Mường Hum với vị trí địa lý đặc biệt, cách trung tâm Sapa khoảng 40km và không xa xã Y Tý, chỉ khoảng 30km. Hành trình đến với Mường Hum là một trải nghiệm đầy mê đắm, khi mỗi chặng đường đều hiện lên như một bức tranh sống động với những con đèo ngoạn mục, dốc và liên tục. Ruộng bậc thang ở đây như những tấm thảm nhung màu vàng óng ánh, trải dài và hòa mình vào từng khúc quanh của con đường. Bên cạnh đó, những vạt rừng thảo quả già cũng vắt mình theo mỗi cung đường, tạo nên một khung cảnh hữu tình, đậm chất thơ mộng.